# Ruttya speciosa
Ruttya es un género monotípico de plantas fanerógamas perteneciente a la familia Acanthaceae. El género tiene seis especies de plantas herbáceas descritas y de estas solo una ha sido aceptada. Su única especie: Ruttya speciosa es originaria de Etiopía a Mozambique.

## Descripción
Es un arbusto con hojas de 1-2 cm de longitud. Cáliz  casi glabro. Corola casi de 1 cm de longitud,

## Taxonomía
Ruttya speciosa fue descrita por (Hochst.) Engl. y publicado en Über die Hochgebirgsflora des tropischen Afrika 392. 1892.
Sinonimia
- Haplanthera speciosa Hochst.